# YANMAR TOKYO
YANMAR TOKYO（ヤンマー トウキョウ）は、東京都中央区にあるヤンマーホールディングスがグループ企業を介して整備した複合施設である。

## 概要
大阪市に本社を置くヤンマーは、1950年に東京支店を、漁師や農家が迷わないために八重洲に構えた。77年には現在のヤンマー東京が立地する場所に地上11階、地下3階建ての複合施設「ヤンマー東京ビル」が竣工した。そのビルも老朽化していたため、八重洲エリアの再開発と同時に建替えられることになり、2020年2月4日に地鎮祭が行われ、翌日着工。2022年8月20日に竣工し、2023年1月13日に開業した。
施設コンセプトは「HANASAKA」で、ヤンマーらしさの象徴である「HANASAKA」を発信する拠点として、「HANASAKA」の輪を広げることで人や未来の可能性を生み出す街づくりを目指している。
地下1階にはヤンマーの「人を豊かにする」という理念をキーワード化した「HANASAKA」を体現する人を映像や展示物で紹介するギャラリースペース「HANASAKA STAND」と、イベントスペースとしても利用可能な吹き抜けの「HANASAKA SQUARE」がある。
1階は「ヤンマー米ギャラリー」となっており、ヤンマーのトラクターが展示されているほか、米や米栽培の歴史について映像やゲームのような仕掛けで学べるインタラクティブなアトラクションもある。
2階には、「YANMAR MARCHÉ TOKYO」と名付けられた複合店舗がある。
3階から最上階までは、ヤンマーグループやオフィステナントエリアとして運用されている。